# Juan Alemann
Juan Ernesto Alemann (Ciudad de Buenos Aires, 2 de diciembre de 1927-3 de enero de 2024) fue un periodista, doctor en economía y empresario argentino, que fue secretario de Hacienda, bajo la dependencia del ministro José Alfredo Martínez de Hoz, durante la dictadura cívico militar (1976-1983). En 1968 fue designado presidente del Banco Hipotecario Nacional. Era propietario del diario Argentinisches Tageblatt y presidente de la empresa Serve América. Desde 1992 y hasta el 2000 dirigió el diario La Razón, que mantuvo una línea editorial de apoyo del presidente Carlos Menem. El diario quebró en 2000 siendo comprado por el Grupo Clarín, pero Alemann mantuvo una columna periodística en el mismo.

## Trayectoria
Hijo del periodista argentino antiperonista Ernesto Alemann (1893-1982), quien apoyó a la última dictadura cívico-militar argentina (1976-1983).
y nieto de los inmigrantes suizos Teodoro Alemann y Berta Liechti, Juan Alemann fue hermano de Roberto Alemann (1922-2020), ministro de Economía durante la dictadura cívico-militar (1976-1982). Fue también hermano, por parte de padre, de la actriz Katja Alemann (1957-).

### Actividad como funcionario público
Durante la presidencia de José María Guido como presidente, fue jefe de asesores del Ministerio de Economía. Durante la dictadura militar autodenominada Revolución Argentina se desempeñó como miembro de la Comisión Técnica de Seguridad Social, asesor del Ministerio de Seguridad Social, y finalmente en 1968 como presidente del Banco Hipotecario Nacional. Durante la dictadura militar autodenominada Proceso de Reorganización Nacional se desempeñó como Secretario de Hacienda (1976-1981).
Cabe destacar que mientras ejercía el cargo durante la dictadura, Alemann criticó abiertamente al régimen como también a la corrupción durante la organización de la Copa Mundial de Fútbol de 1978, a tal punto de que cuando Argentina hizo el cuarto gol que necesitaba contra Perú, estalló una bomba en la casa de Roberto Alemann.
El 7 de noviembre de 1979 en el marco de la contraofensiva de Montoneros un pelotón de la TEI -tropas especiales de infantería- de esa organización fracasó en un intento de matarlo. Alemann resultó ileso y a las pocas horas estaba trabajando en su despacho.
Meses más tarde, Alemann dirigió extraoficialmente la sesión de torturas contra un supuesto participante de dicho atentado.

### Procesamiento por delitos de lesa humanidad
Alemann reconoció judicialmente que visitó la Escuela de Mecánica de la Armada, que por entonces funcionaba como centro clandestino de detención, y afirmó que lo hizo para «ver las armas con las que le habían disparado» en el atentado que sufriera en 1979; por otra parte, Víctor Basterra y Carlos Lordkipanidse, dos sobrevivientes de dicho centro clandestino, testificaron en la causa que Alemann ingresó a la sala de torturas donde presenció y dirigió la sesión de tortura contra Orlando Ruiz, quien había sido sindicado como partícipe de dicho atentado.
Alemann negó estos dichos afirmando que «jamás torturaría ni mataría, soy muy cobarde».
Debido a la cantidad de hechos, víctimas y acusados, la llamada Megacausa ESMA, que agrupa el juzgamiento de los delitos de lesa humanidad cometidos en ese centro clandestino, fue dividida en cuatro juicios independientes aunque vinculado entre sí. y Alemann fue imputado en el tercero de ellos como «coautor del delito de tormentos, que le impusiera a Ruíz durante el tiempo en que duró la "entrevista" en el ámbito de la Escuela de Mecánica de la Armada, agravados por tratarse de un perseguido político (pues) tuvo el dominio del hecho del ilícito que se le reprocha».
En agosto de 2012 esta causa fue elevada a juicio, etapa que comenzó en marzo de 2013; respecto de Alemann, la fiscalía y las querellas afirmaron que había suficiente prueba de su culpabilidad y solicitaron una pena de entre 18 y 25 años de prisión. Fue absuelto el 29 de noviembre de 2017.

### Polémicas
En 2008 fue querellado penalmente, junto con los exfuncionarios José Alfredo Martínez de Hoz y Guillermo Walter Klein, por el asesinato de Juan Carlos Casariego de Bel (1922-1977), un funcionario del Ministerio de Economía secuestrado el 15 de junio de 1977, por negarse a certificar un dato crucial en el proceso de estatización de la empresa Ítalo. La última noticia de Casariego de Bel es su aviso de que llegaría tarde a su casa porque tenía una reunión en el despacho de Klein.
El Tribunal Oral Federal número 5 consideró probadas las acusaciones de delitos de lesa humanidad y en diciembre de 2012 Vergez fue condenado a 23 años de prisión (un promedio de 7 años y medio por cada asesinato) por el secuestro y desaparición de Javier Coccoz (miembro del ERP), de Julio Gallego Soto (abogado y economista), y de Juan Carlos Casariego de Bel.
En 2008 el Congreso de la Nación Argentina anuló su jubilación de privilegio, de $ 3640 mensuales (1358 dólares), como parte de la cancelación de beneficios obtenidos por altos funcionarios del llamado Proceso de Reorganización Nacional.
Alemann se ha caracterizado por realizar declaraciones polémicas. Entre ellas se encuentra la llamada "Ley Alemann", que postulara en los inicios del gobierno de Raúl Alfonsín, sosteniendo que en 1985 se produciría un golpe de Estado, basado en un cálculo aritmético de su ocurrencia del que deducía que cada nuevo golpe de Estado en Argentina estaba separado del anterior por un año menos.
Alemann también fue acusado penalmente por una serie de declaraciones referidas a la represión y el secuestro y tráfico de bebés durante la dictadura:

Hubo unas 200 mujeres que tuvieron hijos en cautiverio durante el gobierno militar, pero que la mayoría de los niños fue entregada a los jueces, mientras quedaron menos de 30 casos que los distribuyeron entre familias de militares. Eran chicos que sobraban, porque estos guerrilleros constituían parejas y mientras peleaban tenían hijos. Era una irresponsabilidad. Pero no hubo robo de chicos. Hay que tener estómago para hacerse cargo del hijo de un guerrillero... Massera era como Hitler... La Escuela de Mecánica de la Armada (ESMA) fue el único lugar donde se torturaba por placer. En otros lados sólo se torturaba para sacar información y luego los mataban. Lo de todas las guerras.
Juan Alemann.

## Ideas económicas
En una entrevista con Raúl Prebisch expresó:

Me resulta grato escuchar a Prebisch apoyando la iniciativa privada. Es uno de los principios básicos de nuestra política: reducir el Estado y devolver a la actividad privada lo que es propio de ella. También tenemos presente el problema de la distribución. Lo que Prebisch está planeando es, en el fondo, la preocupación de todos los grandes estadistas de Occidente. Es decir: cómo no coartar la iniciativa privada y lograr al mismo tiempo un sistema socialmente más equitativo, más aceptable según los ideales de nuestra época. Esta es una de las grandes ideas de nuestra política. Abrir la sociedad para que existan más oportunidades para todos. Una sociedad donde sea necesario hacer un esfuerzo diario para merecer la posición económica que se tiene. Creo que esto no se puede lograr, de acuerdo al ideal social de Prebisch, simplemente a través de un Estado bueno que distribuye y regala. Esto se probó en la Argentina y en otras partes y condujo a un achatamiento de la sociedad. Creo que el gran método de redistribución de ingresos y de lograr mayores oportunidades es la educación....Aquí queremos hacer grandes obras públicas y, en ese sentido, somos el gobierno más realizador de la Argentina. Al mismo tiempo que nos preocupamos por elevar el consumo queremos tener una economía a pleno, Fuerzas Armadas modernas, como se supone debe ser en el mundo que vivimos. Todo esto lo queremos tener con estabilidad monetaria y es muy difícil. Prebisch habla de un plan global: es difícil y es ir demasiado lejos. Lo que hay que tener son las ideas claras sobre las contradicciones dentro de la economía, es decir, las opciones. Optamos por una alta inversión o por un alto consumo, pero no por las dos cosas. Optamos por una economía recalentada, con tasas de desocupación inexistentes o por la estabilidad monetaria. En la medida que tengamos claridad sobre esto tendremos claridad en nuestros objetivos".
Juan Alemann.